# Сражение при Асаи
Сражение при Асаи (так же Ассаи или Ассайе англ. The Battle of Assaye) — решающее сражение второй англо-маратхской войны, в котором армия Британской Ост-Индской компании разбила армию империи Маратхов. Сражение произошло 23 сентября 1803 года у местечка Асаи в Западной Индии. Небольшая индийско-британская армия под командованием генерал-майора Артура Уэлсли (будущего герцога Веллингтона) нанесла поражение объединённой армии Даулат Рао Шинде и раджи Берара. Сражение стало первой победой в карьере Веллингтона и впоследствии было признано его крупнейшим достижением на поле боя.
С августа 1803 года армия Уэлсли и отдельный отряд полковника Джеймса Стивенсона преследовали кавалерийскую армию империи Маратха, которая пыталась прорваться на юг в Хайдарабад. После нескольких недель преследования Даулат Рао Шинде усилил свою армию пехотой, обученной по европейскому образцу и артиллерией. 21 сентября Уэлсли узнал от разведки о местонахождении лагеря противника и разработал план наступления. Две его армии должны были с двух сторон подойти к позициям армии маратхов. Этот план осуществить не удалось; армия Уэлсли встретила армию противника на 10 километров южнее, чем ожидала. Несмотря на неравенство сил, Уэлсли решил атаковать. Артиллерия нанесла серьёзный урон армии Уэлсли, но кавалерия маратхов оказалась неэффективной. Совместным ударом пехоты и кавалерии британцы сумели опрокинуть противника и заставили его отступить, бросив почти все орудия. Победители, однако, оказались слишком утомлены боем, чтобы организовать преследование.
Победа Уэлсли при Асаи, вместе с предшествовавшим ей захватом Ахмеднагара и последующими победами при Аргаоне и при Гавилгхуре привели к полному разгрому Шинде и Берара в Декане. Успехи Уэсли в Декане вместе с удачной кампанией генерала Джерарда Лейка в Северной Индии сделали Британию доминирующей силой во внутренней Индии.

## Предыстория
В начале XIX века началась гражданская война между двумя основными политическими силами империи Маратха: Яшвантом Рао I и Даулат Рао Шинде. В сражении при Пуне в октябре 1802 года Яшвант разбил армию Шинде и Баджи-Рао II, номинального правителя империи Маратха. Шинде бежал на север, а Баджи-Рао скрылся во владениях Ост-Индской кампании в Бассейне (Васаи). Он запросил помощи у компании, обещая признать их покровительство в случае если его вернут к власти. Лорд Морнингтон, вице-губернатор Британской Индии, решил воспользоваться этой возможностью, чтобы распространить влияние компании на территорию империи Маратха, которую он считал последним препятствием для Британского господства на индийском полуострове. В декабре 1802 года был заключён Бассейнский договор, согласно которому Компания обещала вернуть Баджи-Рао империю и разместить в Пуне постоянный гарнизон численностью 6000 человек. Выполнение условий договора было поручено младшему брату лорда Морнингтона, Артуру Уэлсли, который в марте 1803 года выступил из Майсора в Пуну с отрядом в 15 000 солдат Компании и 9000 солдат союзного Хайдарабада. 20 апреля Уэлсли без сопротивления занял Пуну, и 13 мая Баджи-Рао был восстановлен на троне империи Маратхов.

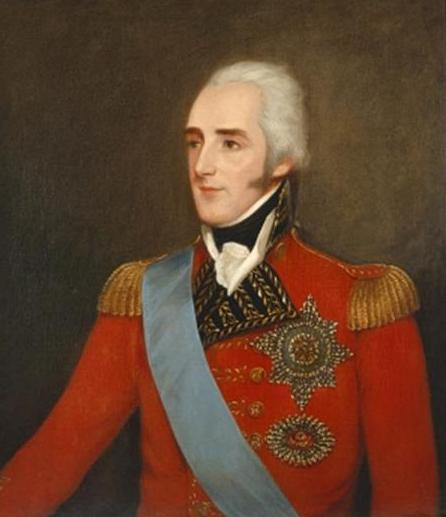
Ричард Колли, граф Морнингтон, генерал-губернатор Индии (1798—1805)

Бассейнский договор вызвал недовольство остальных вождей маратха, которые полагали, что система субсидиарных договоров есть не что иное, как вмешательства в их внутренние дела и могут привести к утрате независимости княжеств маратха. Они отказались признать власть Баджи-Рао. Ситуация обострилась, когда в мае Яшвант Рао I совершил набег на Хайдарабад, утверждая, что правитель Хайдарабада должен ему денег. Морнингтон решил начать переговоры и отправил подполковника Джона Коллинза в лагерь Шинде с предложениями о союзном соглашении, но Шинде уже вступил в союз с раджой Берара и начал стягивать войска к границе княжества Хайдарабад. Уэлсли взял в свои руки управление делами в центральной Индии в июне и потребовал от Шинде объяснений своим действиям и отвода войск, угрожая объявлением войны в случае отказа. После долгих переговоров Коллинз 3 августа сообщил Уэлсли, что Шинде отказался давать объяснения и отказался отводить армию. В ответ Уэлсли объявил войну Шинде и Берару «для защиты интересов британского правительства и его союзников».
Компания начала наступление на Шинде и Берар с севера и юга. В это время Яшвант Рао I предпочёл остаться в стороне от конфликта, а князья Гаеквад решили признать протекторат Британии. На севере армия генерал-лейтенанта Джерарда вступила в земли империи маратха со стороны Канпура, нацеливаясь на армию Шинде, которой командовал французский наёмник Пьер Кюлье-Перрон. На юге армия Уэлсли начала наступление на армии Шинде и Берара, рассчитывая на быстрое наступление. Уэлсли полагал, что оборонительная тактика не даст результатов и только ослабит армию.
Армия маратха в Декане состояла в основном из кавалерии, приспособленной к быстрым манёврам. Уэлсли решил, что только при помощи отдельного отряда полковника Стивенсона он сможет загнать противника на такую позицию, где тот не сможет избежать генерального сражения. Стивенсон выступил из Хайдарабада к Джафрабаду с армией в 10 000 человек, чтобы отрезать противнику путь отступления на восток. Сам Уэлсли выступил из лагеря на реке Годовари 8 августа с армией в 13 500 человек и направился к основному укреплению Шинде — форту Ахмеднагар. Его отряд состоял в основном из майсорских отрядов Компании: пяти батальонов сипаев и трёх эскадронов мадрасской туземной кавалерии. Европейский контингент был предоставлен британской армией и включал 19-й лёгкий драгунский полк, два батальона шотландской пехоты из 74-го и 78-го полков. Иррегулярная лёгкая кавалерия была предоставлена союзными майсорскими и маратхскими вождями.
Армия Уэлсли совершила 11-километровый марш и в тот же день, 8 августа, вышла к Ахмеднагару. Город имел стены и в нём стоял гарнизон из 1000 арабских наёмников при 60 орудиях и один из пехотных батальонов Шинде под командованием французских офицеров. Уэлсли сходу бросил армию на штурм города, и Ахмеднагар был взят быстро и практически без потерь. Городской форт продержался ещё 4 дня и сдался, когда британская артиллерия проломила брешь в стене. Теперь у британцев была надёжная база, поэтому Уэлсли оставил в городе гарнизон, а сам отправился дальше к Аурагабаду. По пути он оставлял охранные отряды у мостов и переправ для надёжности коммуникаций.

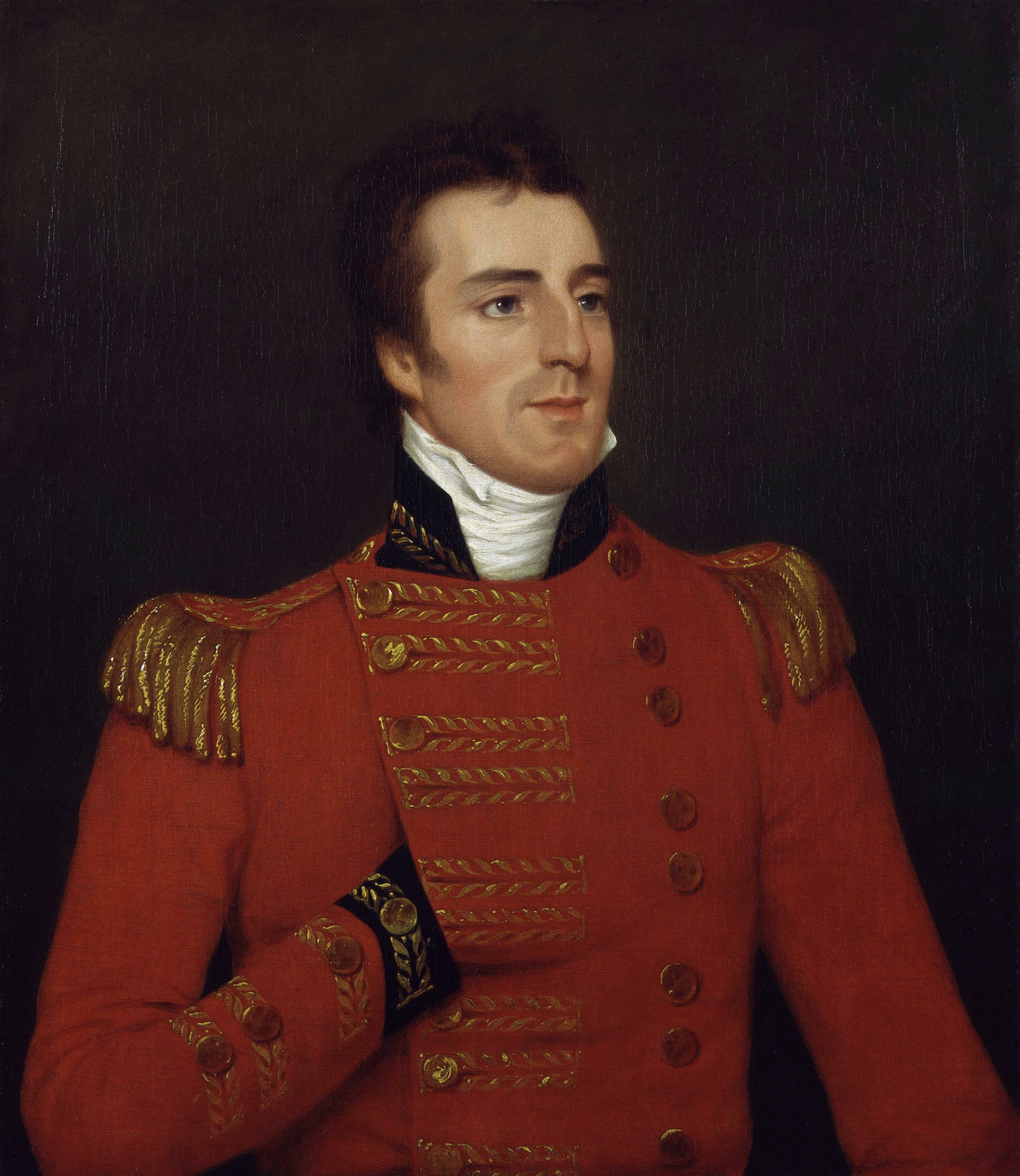
Уэлсли в Индии, в форме генерал-майора, 1804 г.

Армия маратхов сумела проскочить мимо Стивенсона и двинулась к Хайдарабаду. Узнав об этом 30 августа, Уэлсли отправился на перехват, а Стивенсон подошёл к городу Джална и взял его штурмом. Шинде узнал о планах Уэлсли и вернулся обратно на позицию к северу от Джалны. Понимая, что не сможет прорваться сквозь заслоны британской армии, он отменил рейд на Хайдарабад и стал стягивать пехоту и артиллерию в одно место. Вся армия маратхов насчитывала 50 000 человек. Её ядром были 10 800 регулярной пехоты, хорошо вооружённой и обученной европейскими офицерами. Эта пехота была сведена в три бригады под командованием европейских наёмников. Полковник Энтони Польманн, ганноверец и бывший сержант Ост-Индской компании, командовал крупнейшей бригадой из 8 батальонов. Вторая бригада была предоставлена бегумой Самру, правительницей Сарданы, и ею командовал французский полковник Жан Салер. Третья бригада, трёхбатальонная, находилась под командованием голландского майора Джона Джеймса Дюпона. Кроме этой пехоты, армия маратха включала 10 000 или 20 000 иррегулярной пехоты Берара, 30—40 тысяч иррегулярной лёгкой кавалерии и около 100 орудий различного калибра вплоть до 18-фунтовых пушек.
После нескольких недель преследования армии Маратха Уэлсли и Стивенсон встретились 21 сентября в Баднапуре, где узнали, что армия противника находится в Боркардане, в 48 километрах к северу. Было решено, что армии выступят по двум дорогам: Уэлсли по восточной, а Стивенсон по западной, и 24 сентября они встретятся в Боркардане. Днём 22 сентября армия Уэлсли вышла к Поги и встала там лагерем. На рассвете 23 сентября Уэлсли свернул лагерь и к полудню прошёл 23 километра до Наулняха, городка в 19 километрах южнее Боркардана. Здесь он решил сделать привал перед совместной со Стивенсоном атакой 24-го числа. Неожиданно пришли сообщения, что армия Маратха стоит не в Боркардане, а всего в 8 километрах севернее, но их кавалерия уже выступила навстречу британцам.
В 13:00 Уэлсли отправился с небольшим кавалерийским эскортом на разведку, а его армия двинулась следом кроме одного батальона сипаев, который был оставлен для охраны обоза. Всего в распоряжении Уэлсли было 4 500 человек, 5 000 майсорской кавалерии и 17 орудий. Вожди Маратха знали о его приближении и разместили свою армию на сильной позиции за рекой Каилна. И Шиндия и раджа Берара не предполагали, что Уэлсли с его небольшой армией решится их атаковать, поэтому с утра покинули войска. Командование было поручено Польману. Уэлсли был удивлён, увидев, что имеет дело с объединённой армией Маратха. И всё же он решил атаковать, боясь, что если он станет дожидаться Стивенсона, то враги ускользнут. Он был также уверен, что иррегулярная пехота маратхов не выстоит против регулярных войск, и только от регулярной пехоты Шинде стоит ожидать серьёзного сопротивления.

## Сражение
Польманн свернул лагерь и развернул свои пехотные батальоны в линию фронтом на юг на обрывистом берегу реки Каилна и установил артиллерию перед фронтом. Кавалерию маратха он разместил на правом фланге, а иррегулярную кавалерию Берара поставил в тылу в Асаи. Единственная заметная переправа через реки находилась как раз перед фронтом его позиции. План Польманна состоял в том, чтобы подвести противника под свои орудия, а затем бросить кавалерию ему в тыл. Уэлсли быстро понял, что фронтальная атака такой позиции бессмысленна, однако проводники уверили его, что другого брода через Каилну не существует. Уэлсли лично отправился на рекогносцировку и обнаружил две деревни на берегу реки, Пипулгаон и Варур, на разных берегах реки правее позиций маратхов. Он решил, что между двумя деревнями обязательно будет брод и отправил капитана Джона Джонсона найти его. Брод был действительно найден, и Уэлсли повёл к нему армию, намереваясь выйти на левый фланг Польмана.
Около 15:00 британская армия перешла на северный берег Каилны. Армия маратха не препятствовала ему, и только артиллерия вела огонь по переправе. Он был неточен и неэффективен, хотя во время этого обстрела оторвало голову адъютанту генерала Уэлсли. За рекой шести батальонам было приказано развернуться в две линии, а кавалерии занять третью линию в качестве резерва. Союзной кавалерии было приказано остаться на южной стороне реки чтобы прикрывать тыл. Очень скоро Польманн понял намерения Уэлсли и стал разворачивать свою армию на 90 градусов влево. Его новый фронт протянулся на 1, 6 километра, упираясь правым флангом в Каилну. Его фланги были надёжно прикрыты, но зато позиция не позволяла ему бросить в бой всю свою армию сразу.
Армия Маратха перестроилась гораздо быстрее, чем Уэлсли предполагал, поэтому ему пришлось растянуть свой фронт, чтобы Польманн не обошёл его фланг. Батальон 74-го Горского на правом фланге первой и второй линии получил приказ сместиться вправо. Уэлсли решил оттеснить противника от орудий, а затем атаковать в основном левым флангом, прижать противника к реке и довершить дело атакой кавалерии.

### Британская атака
Пока британская армия разворачивалась, артиллерия Маратха усиливала огонь. Британская артиллерия открыла контрбатарейный огонь, но не смогла противостоять мощной артиллерии маратхов и была быстро подавлена. После этого индийская артиллерия переключилась на британскую пехоту, открыв огонь картечью, шрапнелью и ядрами. Потери британцев начали расти. Уэлсли решил, что единственный способ нейтрализовать артиллерию и выйти из зоны обстрела — это прямая атака. Он приказал оставить орудия, примкнуть штыки и двинуться вперёд.

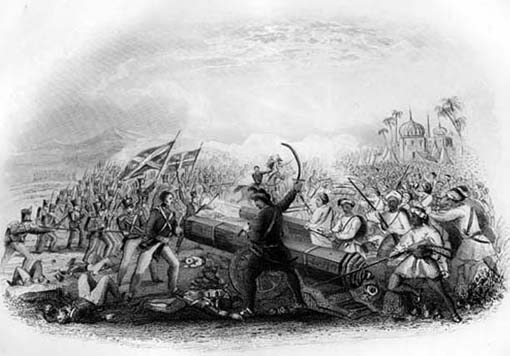
Мадраская пехота штурмует орудия

Артиллерия Маратха пробивала бреши в пехотных линиях, но пехота держала строй смыкая ряды. 78-й Горский первым прорвался к вражеской позиции на левом фланге у реки. Они остановились в 46 метрах от орудий и дали мушкетный залп, а потом бросились в штыковую атаку. Мадраская пехота правее 78-го атаковала чуть позже, но в том же духе. Правый фланг армии маратхов сразу же дрогнул и стал отходить. Офицеры мадрасских батальонов в какой-то момент утратили контроль над сипаями, воодушевлёнными успехом, и те увлеклись преследованием. Кавалерия маратха пыталась их атаковать, но была остановлена 78-м полком, который сохранил полный порядок в своих рядах.
Между тем на правом фланге британской армии начались проблемы. Подполковник Уильям Оррок, командир пикетного отряда, неверно понял приказы и продолжил наступление с уклоном вправо от основной линии атаки. Майор Сэмюэль Суинтон и 74-й полк следовали за ним и в итоге два батальона уклонились в сторону от основной линии и попали под сильный огонь артиллерии из Асаи. Батальоны начали приходить в беспорядок, и при виде этого Польманн приказал оставшимся боеспособным частям пехоты атаковать. Пикетный отряд сразу был разбит, но части 74-го полка сформировали каре и удержались на позиции. Уэлсли понял, что разгром правого крыла откроет его линию для фланговой атаки, поэтому велел отряду кавалерии под командованием полковника Патрика Максвелла (19-й легкодрагунский и части 4-го и 5-го полков мадрасской туземной кавалерии) вмешаться. Кавалерия вышла к позиции 74-го полка, врубилась в толпы атакующих его врагов и обратила их в бегство. Максвелл не остановился на этом, а бросился на орудия и пехоту левого крыла армии маратха, отбросив их к реке и за реку.
В это время артиллеристы маратха, которые притворились мёртвыми в тот момент когда британская пехота проходила через их позиции, теперь снова встали к орудиям и открыли огонь в тыл 74-му полку и мадрасской пехоте. Уэлсли приказал четырём батальонам сипаев перестроиться и разобраться с кавалерией и пехотой с фронта, а 78-й полк отправил назад, чтобы обратно отбить орудия. Сам же он вернулся к 7-му полку мадрасской туземной кавалерии, который стоял в тылу, и повёл его в атаку на орудия с противоположной стороны. Орудия были отбиты и на этот раз англичане убедились, что у орудий остались только мёртвые.
Но пока Уэлсли отвлекался на орудия, Польманн навёл порядок в рядах пехоты и построил их полукольцом, спиной к реке, упираясь левым флангом в село Асаи. Но на этот раз армия стояла совсем без орудий, а их кавалерия предпочла держаться на расстоянии от поля боя. Это были в основном легковооружённые пиндари, которые обычно использовались для преследования бегущих или нападений на обозы. Они не умели атаковать пехотные построения или тяжеловооружённую кавалерию, поэтому так и не приняли участия в сражении.
Когда с артиллерией было покончено, Уэлсли переключил своё внимание на пехоту Польманна. Максвелл в это время привёл в порядок кавалерию, и Уэлсли приказал ему атаковать левый фланг противника, а пехоте, построенной в одну линию, велел атаковать центр и правый фланг. Кавалерия пошла в атаку, но попала под картечный залп, которым сразу же был убит сам Максвелл. Это остановило кавалерию в последний момент. Но пехота Польманна, уже деморализованная, не стала дожидаться атаки центра, а сразу начала отходить за реку. Историки маратха потом писали, что пехота отступала в порядке и строго следуя приказам, британцы же утверждали, что они бежали в беспорядке и панике. Около 18:00 отряды Берара, размещённые в Асаи, покинули село и ушли на север. За ними ушла и кавалерия маратха. Армия Уэлсли уже была не в состоянии их преследовать, а туземная кавалерия отказалась действовать без поддержки британской и мадрасской, хотя весь бой простояла в тылу и не понесла потерь.

## Последствия
Армии Британии и Ост-Индской компании потеряли 428 человек убитыми, 1138 ранеными и 18 пропавшими без вести, всего 1584 человека, примерно треть всех задействованных в бою. 74-й Горский из своих 500 человек потерял 10 офицеров убитыми, 7 ранеными, 124 рядовых убитыми и 270 ранеными. Пикетная линия потеряла всех офицеров кроме командира, подполковника Уильяма Оррока, и в ней осталось всего 75 человек. Из 10 штабных офицеров было ранено 8 и потеряно много лошадей, в том числе две лошади генерала Уэлсли. Труднее подсчитать потери армии маратха. Отчёты британских офицеров говорят о 1200 убитых и ещё большем количестве раненых, но подсчёты современных историков показывают, что было потеряно около 6 000 убитыми и ранеными. Маратхи потеряли 7 знамён, запасы боеприпасов и 98 орудий, которые были впоследствии взяты на вооружение в армию Ост-Индской Компании. Армия Шинде и Берара не была уничтожена как боеспособная сила, однако несколько батальонов регулярной пехоты были разбиты. Была уничтожена и их командная структура: многие европейские офицеры сдались в плен, в том числе полковник Польманн и майор Дюпон. Некоторые другие дезертировали и потом поступили на службу к другим индийским вождям.
Грохот орудий при Ассайе был услышан Стивенсоном в 16 километрах западнее, который сразу же свернул свой лагерь, надеясь успеть принять участие в сражении. Однако, из-за ошибки проводника он сперва пришёл в Боркардан, а на поле боя успел только вечером 24 сентября. Он остался вместе с Уэлсли, чтобы помочь разобраться с ранеными, а 26 сентября отправился вслед за армией Маратха. Уэлсли остался на юге. Он организовал госпиталь в Аджанте и стал ждать подкреплений из Пуны. Через два месяца он соединился со Стивенсоном и разбил армию Шинде и Берара в сражении при Адгаоне, а затем взял штурмом крепость Гавилгхур в Бераре. Эти победы, вместе с успехами генерала Лейка, заставили вождей Маратха начать переговоры о мире .
Уэлсли впоследствии говорил Стивенсону: «Не хотел бы я ещё раз видеть такие потери, как 23 сентября, даже ради такой же победы». И много позже он говорил, что сражение при Асаи было «самым кровавым из всех, что я видел». Подполковник Томас Манро, коллектор кампании в Майсоре, осуждал Уэлсли за высокие потери и спрашивал его, почему он не дождался Стивенсона. Он писал Уэлсли: «Не хочется думать, что вы сделали это потому, что победа малым числом приносит больше славы». Уэлсли ответил, что его мотивы были совершенно иные; он был вынужден действовать так из-за просчётов разведки, которая неверно передала ему расположение армии противника.
Сражение при Асаи стало первой крупной победой молодого Уэлсли (ему было тогда 34 года), и, несмотря на переживания по поводу потерь, он всегда помнил и ценил её. После ухода в отставку Уэлсли, более известный как герцог Веллингтон, считал Асаи лучшим из всего, чего он достиг, даже с учётом последующих побед.